# Marcin Makowski
Marcin Łukasz Makowski (ur. 12 maja 1986 w Szczecinie) – polski dziennikarz prasowy i publicysta.

## Życiorys

### Wykształcenie
Jest absolwentem historii na Uniwersytecie Szczecińskim (magisterium) oraz filozofii w Instytucie Filozofii Uniwersytetu Jagiellońskiego w Krakowie (licencjat), gdzie prowadził również zajęcia na temat sztuki i historii średniowiecza. Obecnie wykłada dziennikarstwo publicystyczne na Uniwersytecie Komisji Edukacji Narodowej w Krakowie. Ukończył studia doktoranckie w Instytucie Historii im. Tadeusza Manteuffla Polskiej Akademii Nauk. Jest członkiem Polskiego Towarzystwa Komunikacji Społecznej.

### Praca zawodowa
Podczas studiów publikował w: Kresach, Odrze, Toposie, Pograniczach, Portrecie, Tyglu Kultury, Tygodniku Powszechnym.
W latach 2012–2014 związany z portalem Deon. W latach 2011–2016 był dziennikarzem i redaktorem Onetu. W 2016 był również prowadzącym w programie „Tematy dnia” w TVP3 Kraków. Od czerwca 2015 do lutego 2022 był dziennikarzem i redaktorem sekcji „Opinie” oraz „Wiadomości” w portalu Wirtualna Polska, dla którego pisał również scenariusze materiałów wideo. Od października 2016 do września 2021 prowadził autorski program „Nocna zmiana”, „Tropem Sztuki” oraz „Punkt Widzenia” w krakowskim oddziale Polskiego Radia. Od lutego 2016 do lutego 2021 był dziennikarzem tygodnika „Do Rzeczy”. Jest redaktorem naczelnym portalu historycznego DziwnaWojna.pl, którego profil facebookowy jest popularnym polskojęzycznym profilem historycznym.
Komentował w „Loży Prasowej” TVN24, w audycjach Polskiego Radia 24, programach publicystycznych TVP Info, w „Czterech stronach prasy” w Polsat News, BBC World News, TOK FM oraz w Telewizji Republika. Z Andrzejem Mitkiem na łamach portalu Stacja7 prowadził audycje „Pop fiction, czyli popkultura oczami katolików”. Publikował również w „Rzeczpospolitej”, „Klubie Jagiellońskim”, „Polityce”, „Notes from Poland”, Stacji7 i „Dzienniku Gazecie Prawnej”.
W 2020 i 2022 był stypendystą programu Edwarda R. Murrow w ramach International Visitor Leadership Program, realizowanego przez amerykański Departament Stanu.
Od lutego do listopada 2022 był dyrektorem serwisów informacyjnych w Interii, gdzie prowadził cykl wywiadów „Rozmowy Makowskiego”. W listopadzie 2022 ogłosił zakończenie kariery dziennikarskiej i objął stanowisko Media Managera w polskim oddziale amerykańskiej agencji technologicznej Vention. W lipcu 2023 ogłosił powrót do pracy w mediach, dołączając do redakcji tygodnika Wprost. Od września 2024 dołączył do zespołu Radia357, gdzie współprowadzi audycję "Plac na Rozdrożu".

## Kontrowersje
Jak wynika z treści ujawnionych e-maili z kwietnia 2020 w tak zwanej aferze mailowej, politycy dyskutowali na temat jego artykułu prasowego dla serwisu Wirtualnej Polski na temat propozycji budżetu covidowego, który przedstawił Mateusz Morawiecki (PiS) na forum Unii Europejskiej. Sam Makowski zaprzeczył jednak jakimkolwiek wpływom wywieranym przez osoby trzecie, związanym z tworzonymi przez niego materiałami. „Kłamstwem jest sugerowanie, że konsultowałem z politykami treść tekstu na temat propozycji budżetu covidowego, który w Unii przedstawił Mateusz Morawiecki. Artykuł został ustalony na kolegium redakcyjnym i jeżeli toczyły się wokół niego inne dyskusje, to beze mnie” – czytamy w oświadczeniu dla mediów.

## Książki
- Uniwersalna teoria wszystkiego, Gniezno, „Zeszyty Poetyckie” (seria pod redakcją D. Junga) ISBN 978-83-926993-8-5.
- Patrzeć, jak świat płonie. Rok Trumpa, Brexitu i Dobrej Zmiany, Poznań, Zysk i S-ka ISBN 978-83-811608-0-3 (z Matthew Tyrmandem)
- Jak zatrzymać koniec świata. Rozmowy o religii, prawie i polityce, Kraków, Znak ISBN 978-83-240-6948-4 (z Marcinem Matczakiem)

## Nagrody
- Nagroda im. prof. Stefana Myczkowskiego za reportaż „Czarny śnieg” o syberyjskim mieście Norylsk[41][42].
- Nagroda im. Adolfa Bocheńskiego dla dziennikarzy do 30. roku życia[43].
- Nagroda im. Macieja Łukasiewicza[44].
- Wyróżnienie w Nagrodzie im. Stefana Żeromskiego[45].
- Nominacja do Nagrody MediaTory 2018 w kategorii „NawigaTOR”[46].
- Finalista nagrody literackiej Fundacji Identitas za rok 2019[47].
- Nominacja do nagrody im. Kazimierza Dziewanowskiego za rok 2019[48].
- Nominacja do nagrody Dobrego Dziennikarza za rok 2020[49].
- Nominacja do nagrody Dobrego Dziennikarza za rok 2021[50].